# Pianoconcert nr. 3 (Beethoven)
Ludwig van Beethovens Pianoconcert Nr. 3 in c klein op. 37 werd gecomponeerd in 1800. Het is opgedragen aan Louis Ferdinand van Pruisen, een Pruisisch generaal en componist.
Het werk is georkestreerd voor pianosolo en een orkest bestaande uit 2 fluiten, 2 hobo's, 2 klarinetten, 2 fagotten, 2 hoorns, 2 trompetten, pauken en strijkers. Het concert bestaat uit drie delen:
- I. Allegro con brio (c klein)
- II. Largo (E groot)
- III. Rondo (Allegro) (c klein)